# Darkest Hour (banda)
Darkest Hour é uma banda americana de metalcore formada em Washington, D.C. em 1995. A banda recebeu elogios por dois de seus álbuns, Deliver Us e The Eternal Return. Deliver Us estreou no número 110º nas paradas de álbuns da Billboard, com vendas de 6,600, e seu esforço mais recente do The Eternal Return rendeu-lhes uma posição ainda mais elevada nas paradas de álbuns da Billboard no número 104º.

## Integrantes

### Formação atual

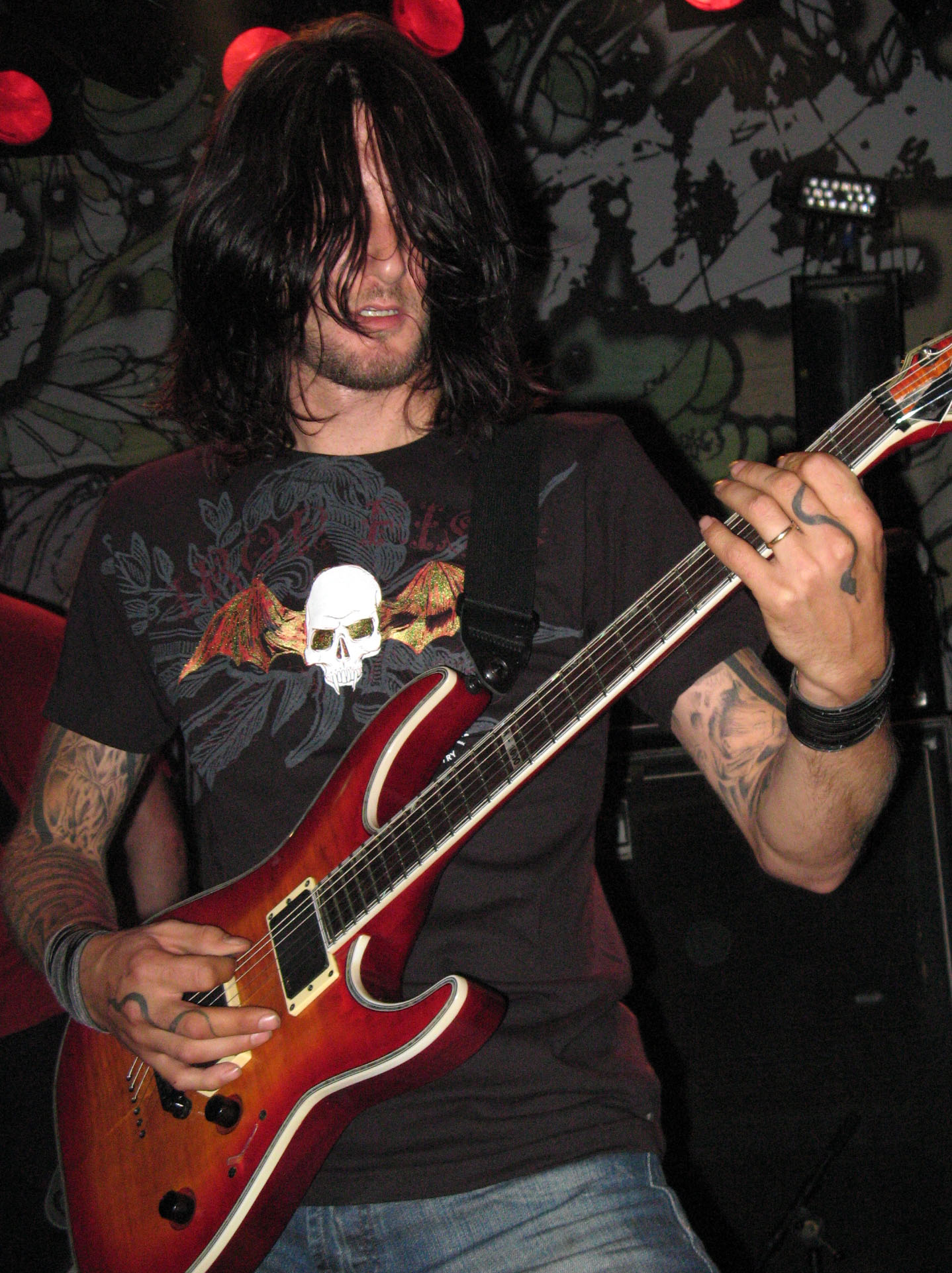
Kris Norris

| Integrante      | Instrumento | Período    |
| --------------- | ----------- | ---------- |
| John Henry      | Vocal       | Desde 1995 |
| Mike Schleibaum | Guitarra    | Desde 1995 |
| Paul Burnette   | Baixo       | Desde 2001 |
| Ryan Parrish    | Bateria     | Desde 1999 |
| Mike Carrigan   | Guitarra    | Desde 2008 |

### Ex-integrantes
| Integrante    | Instrumento | Período   |
| ------------- | ----------- | --------- |
| Matt Maben    | Bateria     | 1995–1999 |
| Raul Mayorga  | Baixo       | 1995–1999 |
| Billups Allen | Baixo       | 1999–2001 |
| Fred Ziomek   | Guitarra    | 1999–2001 |
| Mike Garrity  | Guitarra    | 2002      |
| Tommy Gun     | Guitarra    | 2001      |
| Kris Norris   | Guitarra    | 2002–2008 |

## Discografia

### Álbuns de estúdio
| Ano  | Título                               | Gravadora                           |
| ---- | ------------------------------------ | ----------------------------------- |
| 2000 | The Mark of the Judas                | Southern Lord Records               |
| 2001 | So Sedated, So Secure                | Victory Records                     |
| 2003 | Hidden Hands of a Sadist Nation      | Victory Records                     |
| 2005 | Undoing Ruin                         | Victory Records                     |
| 2007 | Deliver Us                           | Victory Records                     |
| 2009 | The Eternal Return                   | Victory Records                     |
| 2011 | The Human Romance                    | E1 Music                            |
| 2014 | Darkest Hour(album)                  | Sumerian Records                    |
| 2017 | Godless Prophets & the Migrant Flora | Self-released/Southern Lord Records |

### Compilações
| Ano  | Título   | Gravadora   |
| ---- | -------- | ----------- |
| 2006 | Archives | A-F Records |

### EP
| Ano  | Título                 | Gravadora           |
| ---- | ---------------------- | ------------------- |
| 1996 | The Misanthrope        | Death Truck Records |
| 1999 | The Prophecy Fulfilled | Art Monk Construct  |

### Splits
| Ano  | Título                 |
| ---- | ---------------------- |
| 1999 | A Split Seven Inch     |
| 2001 | Where Heroes Go to Die |
| 2004 | Split Seven Inch       |

### Vídeos
| Ano  | Título                                       |
| ---- | -------------------------------------------- |
| 2005 | Party Scars and Prison Bars: A Thrashography |